# Więźba dachowa

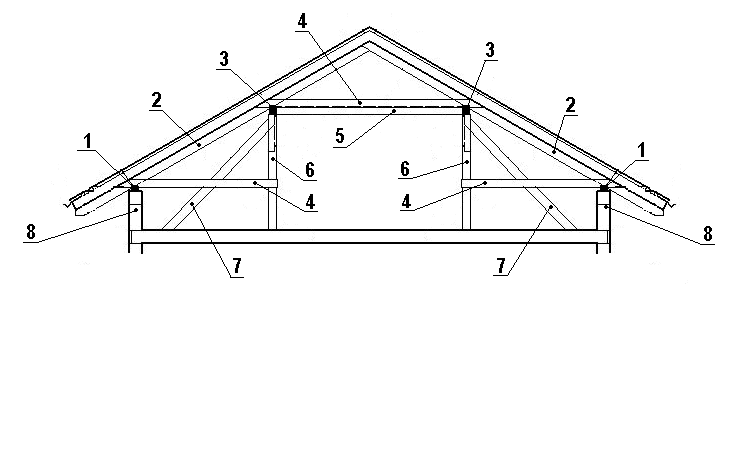
Elementy więźby dachu: 1. murłata 2. krokiew 3. płatew 4. kleszcze 5. wiązar 6. stolec (słup) 7. zastrzał 8. wieniec

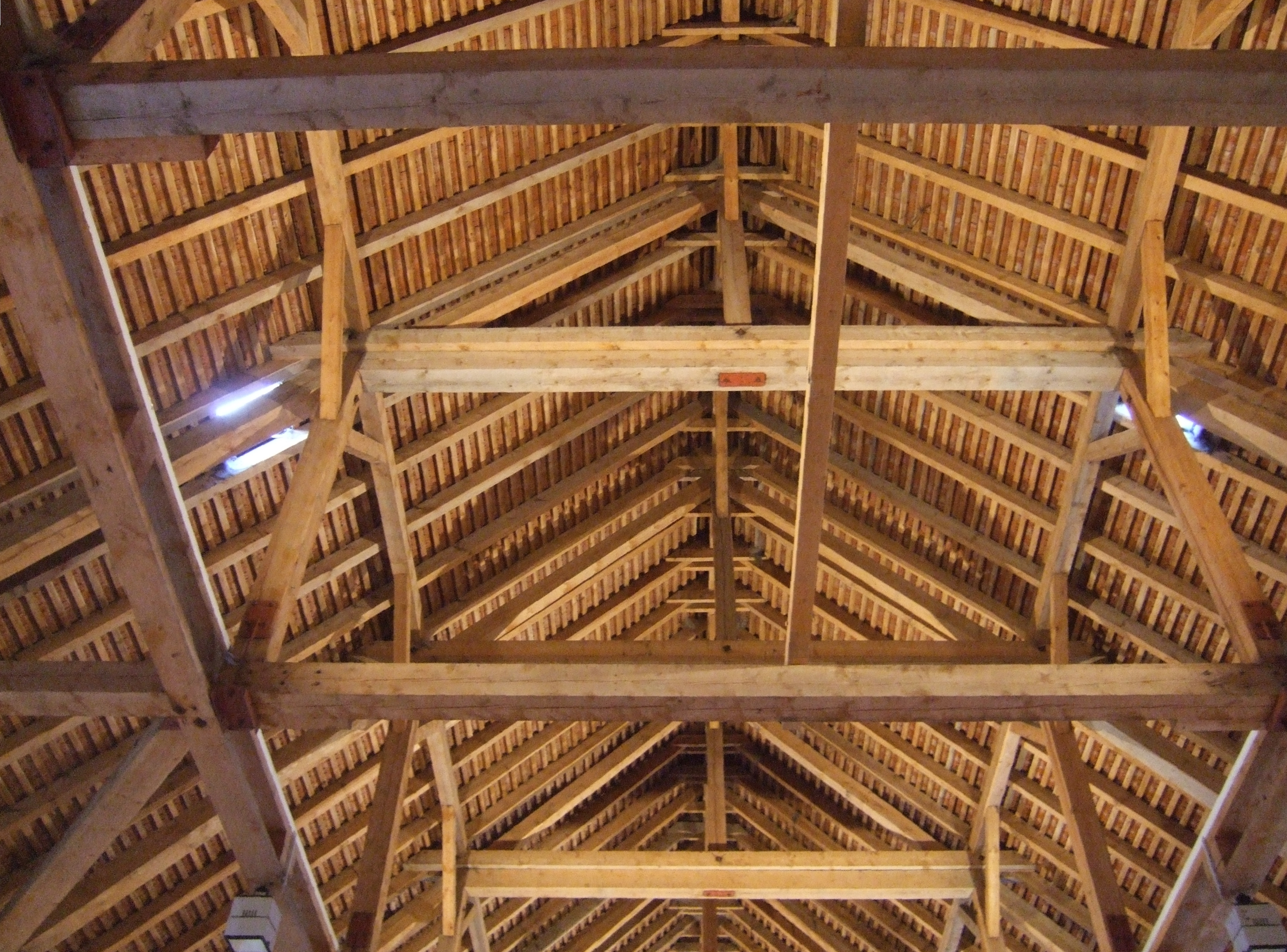
Więźba dachowa

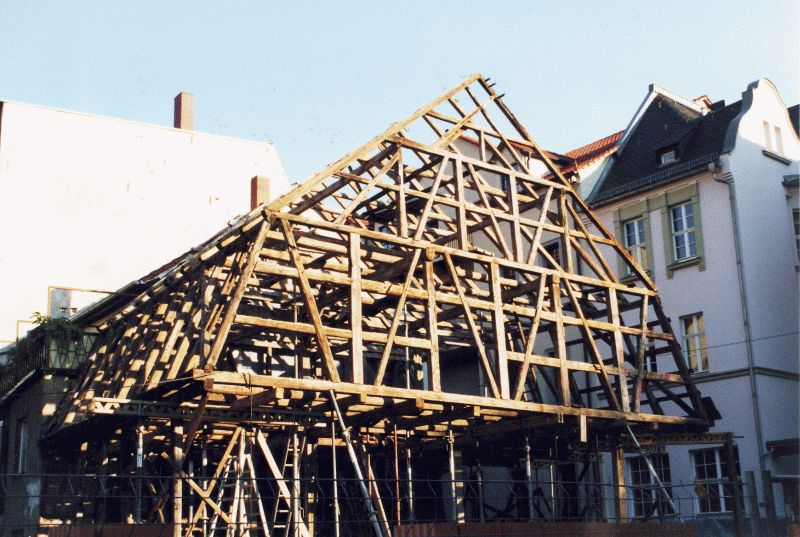
Więźba dachowa

Więźba dachowa – szkielet (stelaż) dachu (najczęściej drewniany), który przenosi obciążenia z pokrycia dachowego (ciężar własny, śnieg, wiatr) na konstrukcję nośnych ścian budynku.
Więźby należą do konstrukcji ciesielskich. Przekazywanie sił między poszczególnymi elementami więźby odbywa się przez złącza ciesielskie.
Podstawowym elementem więźby są wiązary dachowe, wśród których najczęściej spotyka się: wiązary krokwiowe, jętkowe, płatwiowo-kleszczowe, wieszarowe.
Dach składa się z kilku wiązarów, na których spoczywa pokrycie dachu oparte za pośrednictwem łat (wąskich desek lub szerokich listew), ewentualnie dodatkowo kontrłat lub deskowania.
Wiązary opiera się na belkach stropu poddasza (w przypadku ściany szkieletowej na belce oczepowej), a na murze za pośrednictwem murłaty. W kierunku podłużnym konstrukcja dachu usztywniona jest za pomocą ukośnie przybijanych desek wiatrownic.
W konstrukcjach archaicznych dachów spotyka się również więźby:
- sochowo-ślemieniową
- półsochową
- ślęgową.

## Elementy więźby dachowej
- wieniec
- murłata (namurnica)
- krokiew
- płatew
- jętka, grzęda
- kleszcze
- wiązar, jętka
- stolec (słup)
- zastrzał
- miecz
- wieszak
- krzyżulec
- podciąg
- wiatrownica
- nakładka